# Pierre Barret
Pierre Barret (Firminy, 15 luglio 1936 – Boulogne-Billancourt, 1988 17 ottobre) è stato uno scrittore francese.

## Biografia
Pierre Barret, di famiglia borghese, perse la madre all'età di otto anni. A vent'anni interruppe gli studi all'HEC Paris per arruolarsi nei commando della marina e partire per la guerra in Algeria, dove fu capo sezione del "Commando Jaubert", ottenendo il grado di Alfiere.
Dopo la guerra d'Algeria, riprese gli studi all'HEC Paris, dove si diplomò. Una scuola in cui un'aula porta il suo nome.
Fu prima direttore generale dell'Express Union, editore de L'Express, poi direttore generale del quotidiano L'Express e infine direttore generale dell'emittente radiofonica Europe 1 fino al 1986.
Appassionato di moto, possedeva una JPS "John Player Special" versione da corsa della famosa Norton Commando. Fu co-fondatore, con il giornalista italiano Guido Bettiol, della rivista Moto-Journal, che portò un tono nuovo e iconoclasta al mondo del giornalismo motociclistico. È anche appassionato degli ultraleggeri che usa per attraversare il Mediterraneo, da Annaba a Monaco.
Appassionato di Medioevo, ha co-scritto diverse opere sulle Crociate con Jean-Noël Gurgand.
È anche autore di diverse canzoni storiche cantate da Michel Sardou: L'An Mille, Les Routes de Rome e Un jour la liberté.
Sposato con due figlie, nel 1984 divenne compagno di Mireille Darc, con la quale si trasferì in una casa a Boulogne-Billancourt.
Ferito durante la guerra d'Algeria, subì una trasfusione di sangue che gli causò l'epatite B. Nonostante un trapianto di fegato eseguito nel maggio 1988 da Henri Bismuth, morì di cirrosi epatica il 17 ottobre 1988, all'età di 52 anni.

## Premi
- Prix Broquette-Gonin[4]
- 1981 : prix Thérouanne, con Jean-Noël Gurgand[5]

## Lavori
- Si je t'oublie Jérusalem, Hachette, 1983. ISBN 978-2-01-008329-7
- Les Tournois de Dieu :

1. Le Templier de Jérusalem, Robert Laffont, 1977 ISBN 978-2-221-00250-6
2. La Part des pauvres, Robert Laffont, 1978 ISBN  978-2-253-02656-3
3. Et nous irons au bout du monde, Robert Laffont, 1981 ISBN 978-2-221-00326-8

- Le Roi des derniers jours, l'exemplaire et très cruelle histoire des rebaptisés de Münster (1534-1535), Complexe, 1985 ISBN 978-2-87027-165-0
- Priez pour nous à Compostelle, Hachette, éd. 1999 ISBN 978-2-01-235507-1
- Ils voyageaient la France, avec Jean-Noël Gurgand, Hachette, éd. 1980 ISBN 2-01-006195-0